# ゲンゲ
- ゲンゲ
- レンゲ

ゲンゲ（紫雲英、翹揺、学名: Astragalus sinicus）はマメ科ゲンゲ属に分類される越年草である。中国原産。別名レンゲソウ（蓮華草）、レンゲ（蓮華）、ゲンゲバナ、ゲンゲソウ、ノエンドウ、ホウゾウバナともよばれる。水田の緑肥や、蜜源植物としても知られる。

## 名称
和名は「ゲンゲ」である。そして、正岡子規の句「野道行けば　げんげんの束　すててある」や、森鴎外「ヰタ・セクスアリス」の「石瓦の散らばっている間に、げんげや菫の花が咲いている。僕はげんげを摘みはじめた。」にあるように、明治時代は「ゲンゲ」が一般的であった。
昭和時代になると、「レンゲソウ」とも呼ばれるようになった。

## 特徴
越年草（二年草）で、秋に発芽し、葉を出した状態で越冬し、翌年に花を咲かせる。中国原産で、日本では帰化植物であり、北海道から九州にかけてのほぼ全国各地に分布するが岐阜県以西に多い。やや湿った環境を好んで生える。日本へは古くに渡来し、水田の緑肥として栽培されてきたが、現在では野生化して水田や周辺のあぜ、休耕田、草地などに見られる。
全体に柔らかな草である。茎の高さ10 - 25 センチメートル (cm) になる。根本で枝分かれしながら、地面を這いながら匍匐して、長さ100 cmに達するものもある。茎の先端は上を向く。また、根本から一回り細い匍匐茎を伸ばすこともある。葉は1回奇数羽状複葉、4 - 5対前後のほぼ同じ大きさの小葉を付けていて、小葉は楕円形、先端は丸いか、少しくぼむ。1枚の葉では基部から先端まで小葉の大きさがあまり変わらない。
花期は春（4 - 5月ごろ）。花茎は葉腋から出てまっすぐに立ち、葉より高く突き出して、先端に長さ1 cmほどある蝶形の花を10個ほど輪生状にまとまってつく。花色は紅紫色がほとんどだが、まれに白色（クリーム色）や濃い赤色の株もあり、白花はシロバナレンゲとよばれている。虫媒花で、ミツバチなどが花の横に突き出た花弁にのしかかるように止まり、吸蜜したり花粉を集めると、ミツバチの重さで下側の花弁（竜骨弁という）が割れて中から雄蕊や雌蕊が露出し、ミツバチの腹部に花粉がついて他の花へ媒介する。
果実は豆果で、長さ2 - 3 cmほどの三角状で、はじめは緑色であるが黒く熟して、先はくちばし状になって上を向く。サヤの中に並んで入っている種子は、ゆがんだ腎形、偏平で、へそは半円形に湾入した奥にある。

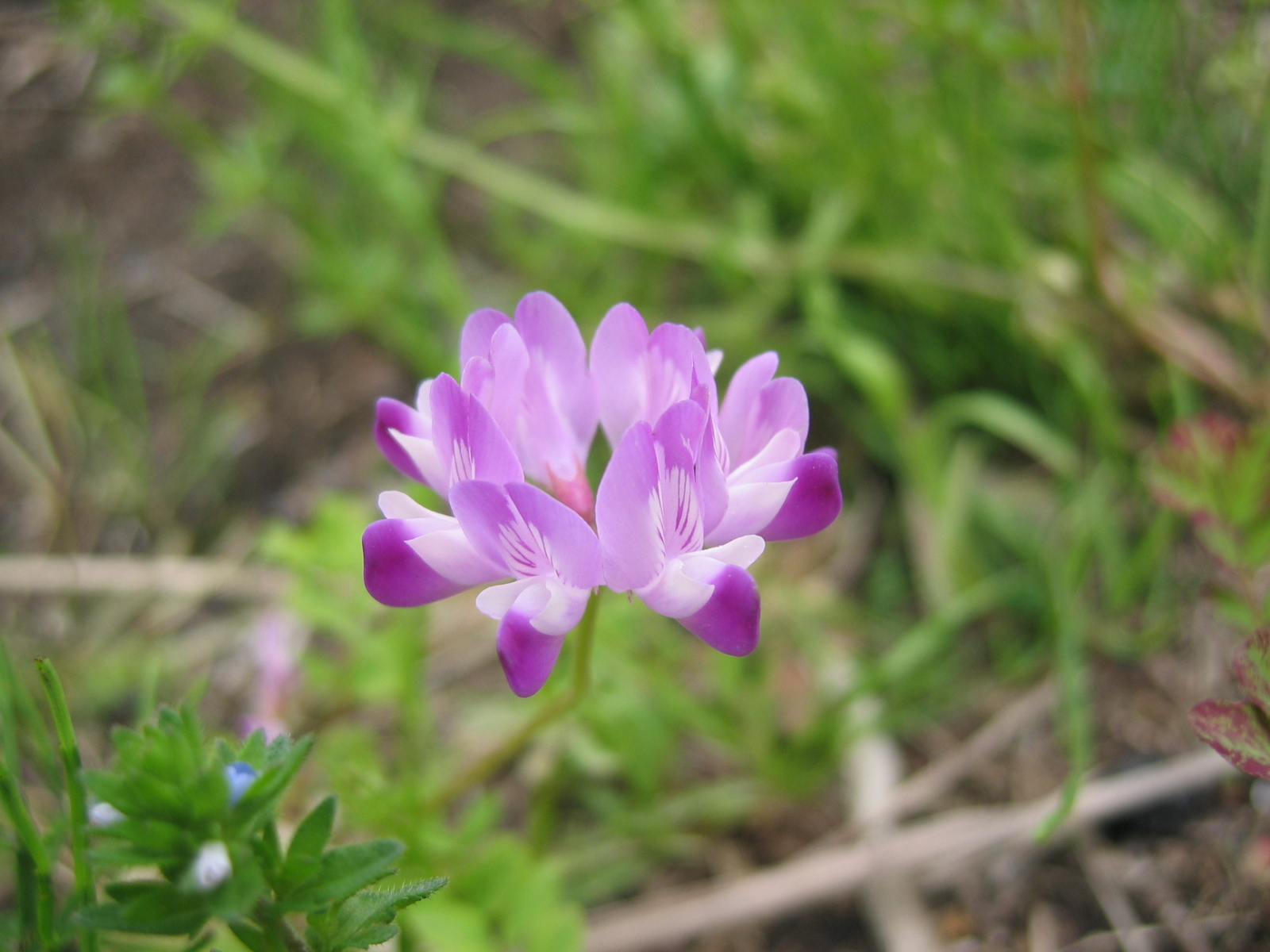
薄紫色のゲンゲ
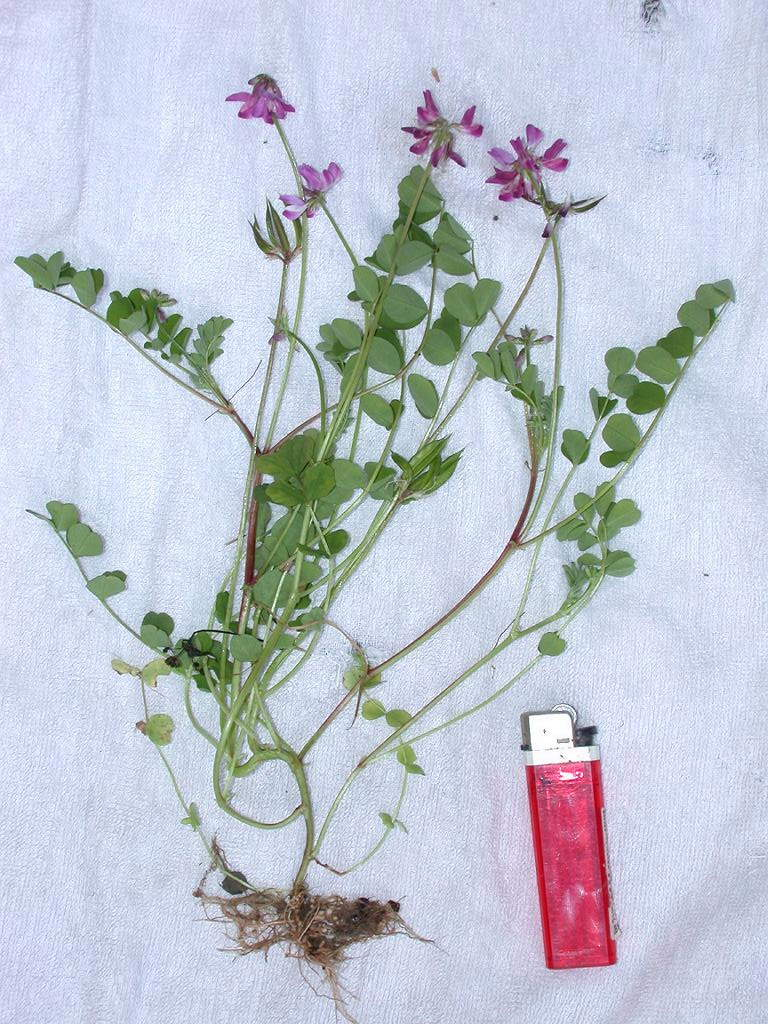
全植物体
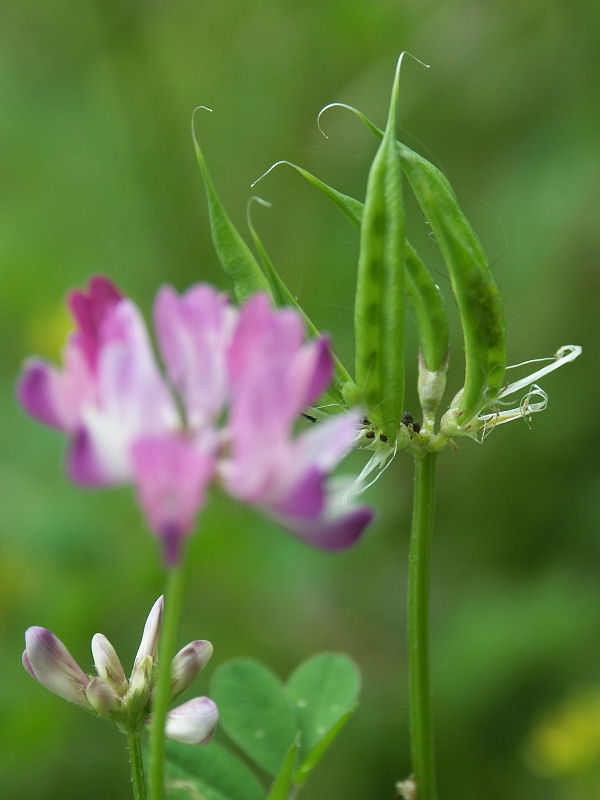
豆果（豆の莢、果実）
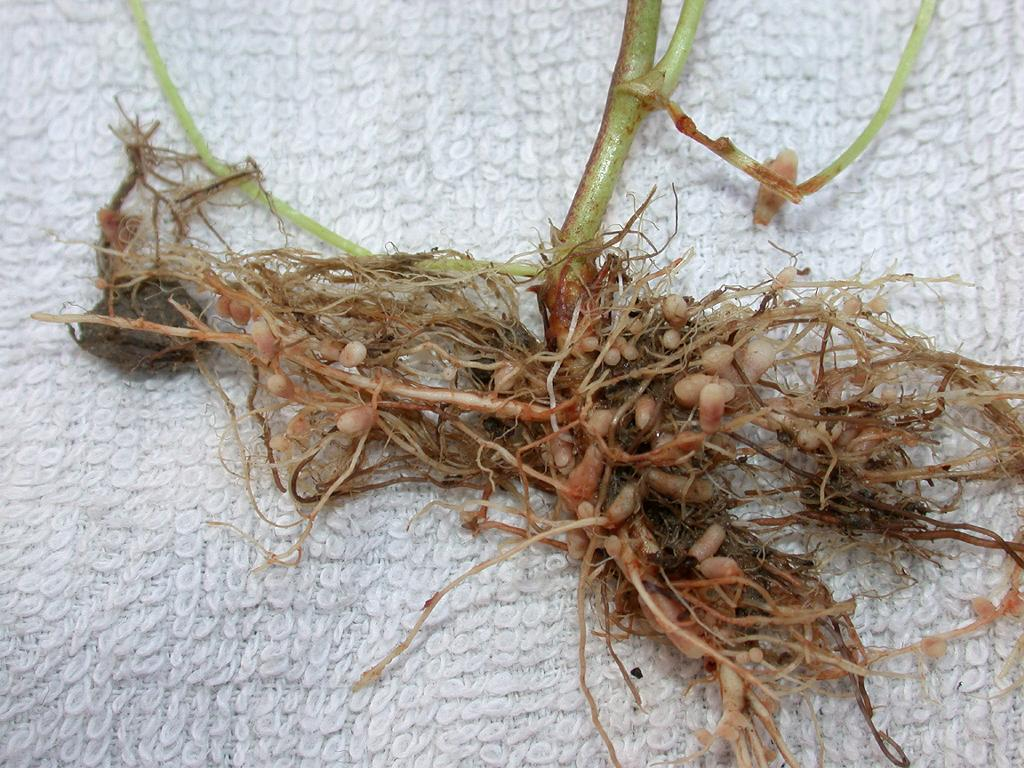
根粒

## ゲンゲ畑

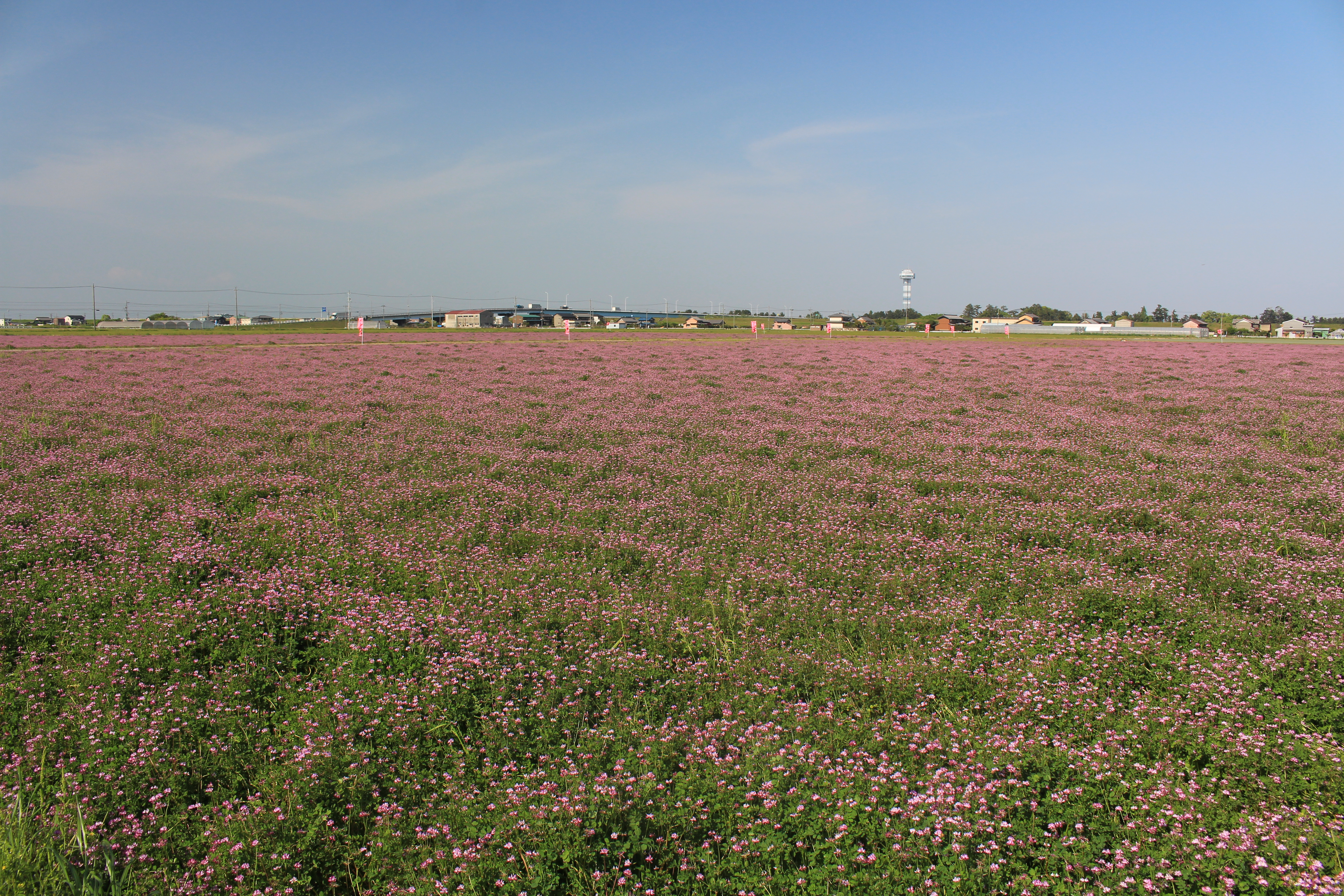
ゲンゲ畑、三重県桑名市

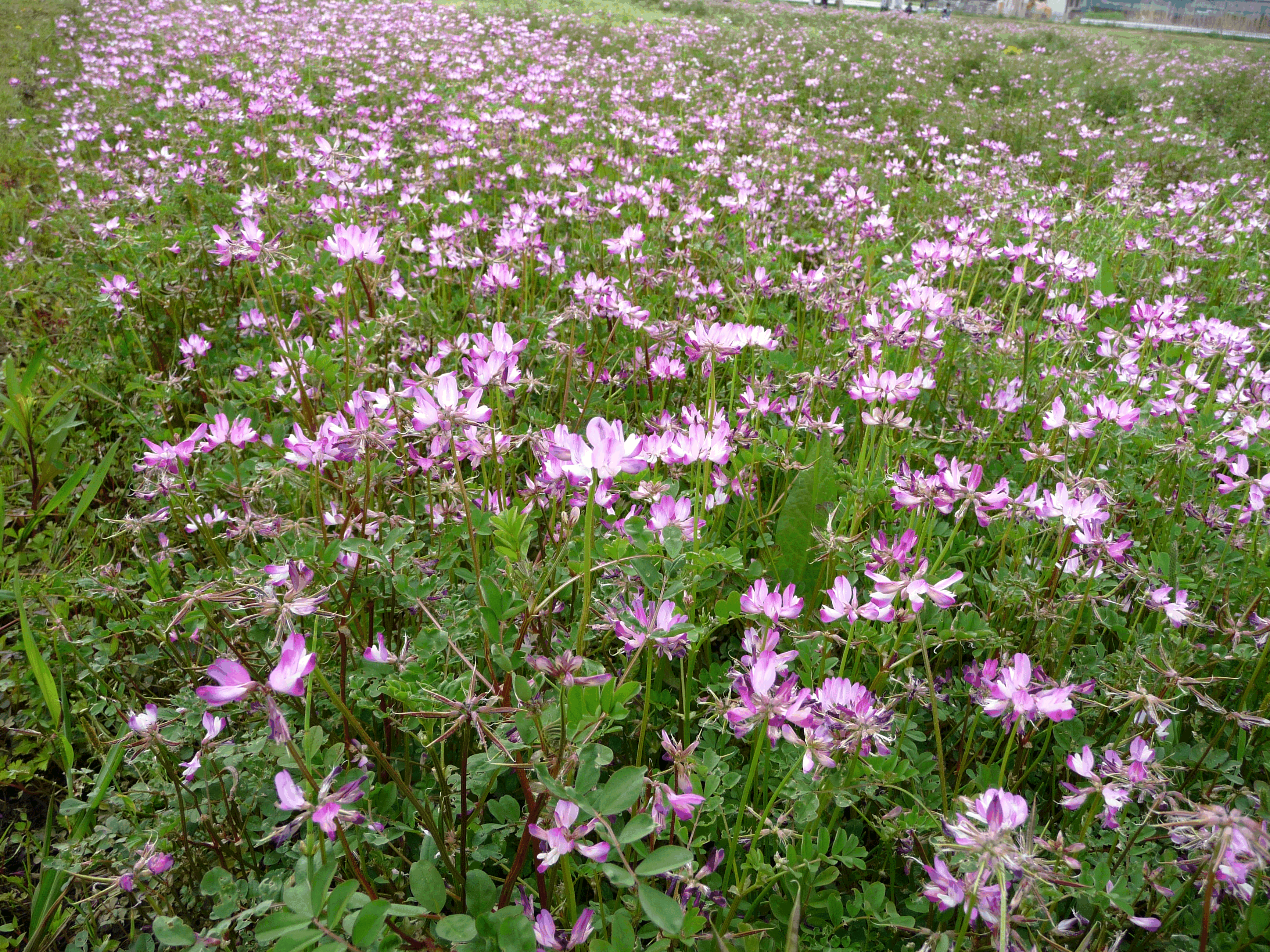
ゲンゲ畑、千葉県市川市

化学肥料が使われるまでは、空気中の窒素を固定してくれる根粒菌を利用する緑肥（りょくひ = 草肥：くさごえ）、および牛の飼料とするため、水田裏作で9月ごろにイネの間に種をまき、稲刈り後に生育して冬を越し、翌春に花を咲かせていた。これはゲンゲ畑と呼ばれ、水田一面に花が咲くさまは「春の風物詩」であった。化学肥料は、20世紀に入ると生産が本格化したが、原材料が軍事物資という側面があり農業分野で大量に使用することがはばかられていた。このためゲンゲを水田や畑に緑肥として栽培することで化学肥料の使用を抑える手法が取られていた。戦後は、化学肥料の使用と保温折衷苗代の普及による稲の早植えから、緑肥の生産スケジュールとゲンゲの開花時期が重なるようになり、ゲンゲ畑が急速に姿を消していった。一時ほとんど緑肥としての利用はなくなったが、有機栽培が見直しや、緑肥を行う農家への国からの支援も行われるようになってきたことから、再び水田にゲンゲの種子をまいて緑肥を行うところも出てきている。
窒素固定は、植物が大気中の窒素を取り込んで窒素肥料のようなかたちで蓄えることによる。ゲンゲは、根に球形の根粒がつく。ゲンゲの窒素固定力は強大で10 cmの生育でおおよそ10アール・1トン の生草重、4 - 5キログラム (kg) の窒素を供給し得る。

## 利用
ゲンゲの花は、良い「みつ源」になる。蜂蜜の源となる蜜源植物として利用されている。日本の蜜源植物では代表的なもので、蜜の色や味も良く、量的にもたくさん採れる。花はミツバチがとまると自然に花びらが開いて、中の花蜜が吸いやすいようにできている。害虫にアルファルファタコゾウムシがあり、ゲンゲ畑に発生して食害する被害で、九州や中国地方の養蜂家が廃業せざるを得ないという問題も起こった。

### 食用
花が開く前の若芽や若葉、つぼみ、花は食用にできる。採取時期は暖地が10 - 4月ごろ、寒冷地では4 - 5月ごろとされ、やわらかい茎の部分から摘む。若芽や若葉は軽く茹でて水にさらし、おひたし、和え物、煮びたし、炒め物、汁に実にする。つぼみと若葉を一緒に、生のまま天ぷらにもできる。花は萼を取り除いて、ジャムやシロップ漬け、花酒にしたり、さっと茹でて酢の物や椀だねにして料理の彩りにする。食味は、マメ科特有のコクと香りがある、おひたしにするとクセがなくさっぱりとして美味しいとも評されている。

### 薬用
民間薬として利用されることがある。開花期の地上部を採取して日干しにしたものを、利尿や解熱薬にする。解熱や利尿には、1日量10グラムの乾燥させた茎葉を、コップ3杯ほどの水で半量になるまで煎じて、分服する民間療法が知られている。また、生の葉のしぼり汁は、軽いやけどの外用薬として使うと、回復を早める効果もあるといわれている。

### 飼料
乳牛を飼っているところでは、飼料とした。休耕田の雑草防止策にもなった。ゲンゲの生える中に不耕起直播して乾田期除草剤を使わないですむ方法、ゲンゲの枯れぬうちに入水、強力な有機酸を出させて雑草を枯死させる方法がある。ただしゲンゲは湿害に弱く、不耕起では連作障害が起きかねない。21世紀に入ってからは、外来種のアルファルファタコゾウムシによる被害がめだつ。

## 文化
春の季語。ゲンゲの花を歌ったわらべ歌もある。「春の小川」などが知られている。「手に取るな やはり野に置け 蓮華草」は、江戸時代に滝野瓢水が詠んだと伝わる俳句（作者については異説がある）。遊女を身請しようとした友人を止めるために詠んだ句で、蓮華（遊女）は野に咲いている（自分のものではない）から美しいので、自分のものにしてはその美しさは失われてしまうという意味。転じて、ある人物を表舞台に立つべきではなかったと評する意味合いでも使われる（荒舩清十郎の項目を参照）。
ギリシア神話では、祭壇に捧げる花を摘みに野に出た仲良し姉妹の話が知られている。ニンフが変身した蓮華草を誤って摘んでしまった姉のドリュオペが、代わりに蓮華草に変わってしまう。「花はみな女神が姿を変えたもの。もう花は摘まないで」、と言い残したという。
イギリスでは、この草を羊が食べると乳が増えるといい、英名は「Chinese milk vetch（中国のミルクのスズメノエンドウ）」となっている。 

### 地方公共団体の花に指定している自治体
- 愛媛県西予市（2006年2月1日制定）
- 岐阜県
- 山梨県中巨摩郡昭和町

#### その他
千葉県大多喜町の下大多喜地区では、4月下旬にレンゲ祭りが開催される。